# Bagarsjön
Bagarsjön är en sjö i Nacka kommun i Uppland och ingår i Norrström-Tyresåns kustområde. Sjön är 5,6 meter djup, har en yta på 0,0556 kvadratkilometer och är belägen 18,2 meter över havet.

## Delavrinningsområde
Bagarsjön ingår i det delavrinningsområde (658011-164486) som SMHI kallar för Rinner till Baggensfjärden. Medelhöjden är 24 meter över havet och ytan är 21,03 kvadratkilometer. Det finns inga avrinningsområden uppströms utan avrinningsområdet är högsta punkten. Avrinningsområdets utflöde mynnar i havet, utan att ha någon enskild mynningsplats.